# نالورفین دی نیکوتینات
نالورفین دی نیکوتینات (انگلیسی: Nalorphine dinicotinate) نوعی ترکیب شیمیایی با 31 اتم کربن است. 